# Hewitsonia gomensis
Hewitsonia gomensis är en fjärilsart som beskrevs av Abel Dufrane 1953. Hewitsonia gomensis ingår i släktet Hewitsonia och familjen juvelvingar. Inga underarter finns listade i Catalogue of Life.